# Det finns annan frukt än apelsiner
Det finns annan frukt än apelsiner (originaltitel: Oranges Are Not the Only Fruit) är en roman från 1985 av Jeanette Winterson. Den handlar om Jeanette, som fått en strikt kristen uppfostran inom pingströrelsen av sin adoptivmor mrs Winterson, men som tvingas revidera sina uppfattningar när hon möter Melanie och blir förälskad i henne. Romanen översattes första gången till svenska 1990 av Caj Lundgren. 2006 utgavs den i nyöversättning av Anna Troberg.
Romanen filmatiserades som en engelsk mini-TV-serie 1989 med titeln Oranges Are Not the Only Fruit av Beeban Kidron med bland annat Charlotte Coleman, Geraldine McEwan och Mark Aspinall i rollerna.